# Spider-Man 2
Spider-Man 2 je americký akční sci-fi film z roku 2004, který natočil Sam Raimi. Snímek vychází z komiksů o superhrdinovi Spider-Manovi, vydávaných vydavatelstvím Marvel Comics, a je sequelem filmu Spider-Man z roku 2002. V titulní roli se opětovně představil Tobey Maguire. Do amerických kin byl film, jehož rozpočet činil 200 milionů dolarů, uveden 30. června 2004, přičemž celosvětově utržil 783 766 341 dolarů. Díky komerčnímu úspěchu snímku byl natočen navazující film Spider-Man 3 (2007).

## Příběh
Dva roky po událostech prvního filmu vede Peter Parker vnitřní spor mezi bojem proti zločinu a normálním životem. Kvůli zaneprázdněnosti v roli Spider-Mana ztratí svou práci a ocitne se ve finanční nouzi. Navíc stále myslí na Mary Jane Watsonovou, do které je od mala zamilovaný.
Jeho kamarád Harry Osborn převzal po smrti svého otce firmu Oscorp. V duchu však stále nenávidí Spider-Mana, kterého viní z otcovy smrti. Harry najme vědce Ottu Octavia, který se však během jednoho experimentu přemění v Doctora Octopuse se čtyřmi mechanickými pažemi. Spider-Man se mu postaví, ale kvůli vnitřnímu neklidu se nedokáže soustředit a plně ovládat své schopnosti, a tak boj prohraje.
Peter navíc zjistí, že má Mary Jane nového přítele Johna Jamesona a ze vzteku se popere s opilým Harrym kvůli jeho nenávisti ke Spider-Manovi. Poté, co si uvědomí, že nezvládá dvojí identitu, rozhodne se skončit s dráhou Spider-Mana a věnuje se jen svému životu. Bez maskovaného hrdiny však zločinnost v New Yorku vzroste o 75 %. Posléze si Peter uvědomí, že dobro města a ostatních lidí je důležitější než jeho vlastní spokojenost, a znovu začne působit jako Spider-Man.
Mezitím se Doctor Octopus spojí s Harrym a protože potřebuje ke svým pokusům vzácné tritium, které má Harry, souhlasí s jeho požadavkem chytit Spider-Mana. Octopus zajme Mary Jane a Peterovi, o němž ví, že Pavoučího muže fotil, řekne, aby se se Spider-Manem spojil a řekl mu, že se má s Dr. Octopusem setkat na střeše hodinové věže.
Spider-Man tam skutečně dorazí a s Doctorem Octopusem začne bojovat. Oba spadnou na vlak metra projíždějící nadzemním úsekem. Vlak kvůli Octopusovu zásahu zrychlí na plnou rychlost a nekontrolovatelně se řítí na konec trati. Doctor Octopus uteče a Spider-Man se pokusí zastavit vlak velkým množstvím pavučin. To se mu nakonec povede, ale kvůli vyčerpání omdlí a před pádem z mostu ho zachrání cestující. Ti mu podají i jeho ztracenou masku a slibují, že nikomu neřeknou, kdo se pod ní skrývá. Doctor Octopus se ale vrátí a Spider-Mana chytí, a to navzdory cestujícím, kteří se ho snaží chránit.
Doctor Octopus přivede Spider-Mana k Harrymu, převezme tritium a odejde. Harry chce Spider-Mana zabít, ale když mu sundá masku a zjistí, že je to jeho kamarád Peter Parker, vyděsí se. Parker od něj zjistí, kde se nachází Doctor Octopus a vydá se s ním bojovat. Nakonec zvítězí a zachrání tak Mary Jane, která se také dozví, že pod Spider-Manovou maskou se skrývá Peter.
Harry ve svém domě objeví tajnou místnost svého otce s vybavením Zeleného skřeta (v originále Green Goblin), padoucha, kterým se Norman Osborn stal. Mary Jane se během své svatby rozejde s Johnem a zamíří do Peterova bytu.

## Obsazení
- Tobey Maguire (český dabing: Jan Maxián) jako Peter Parker / Spider-Man
- Kirsten Dunst (český dabing: Nikola Votočková) jako Mary Jane Watsonová
- James Franco (český dabing: Filip Švarc) jako Harry Osborn
- Alfred Molina (český dabing: Jiří Prager) jako doktor Otto Octavius / Doctor Octopus / Doc Ock
- Rosemary Harris (český dabing: Hana Talpová) jako May Parkerová
- J. K. Simmons (český dabing: Jiří Plachý) jako J. Jonah Jameson
- Donna Murphy (český dabing: Ilona Svobodová) jako Rosalie Octaviová
- Daniel Gillies (český dabing: Filip Blažek) jako John Jameson
- Dylan Baker (český dabing: Zbyšek Pantůček) jako doktor Curt Connors
- Bill Nunn (český dabing: Jiří Hromada) jako Joseph „Robbie“ Robertson
- Vanessa Ferlito (český dabing: Dana Batulková) jako Louise
- Aasif Mandvi (český dabing: Pavel Vondra) jako pan Aziz

## Přijetí

### Tržby
V severoamerických kinech utržil snímek Spider-Man 2 během prvního dne 40,4 milionu dolarů, čímž ustanovil nový rekord, který vydržel do roku 2005. Celkově utržil film v Severní Americe 373 585 825 dolarů a v ostatních zemích 410 180 516 dolarů. Celosvětové tržby tedy činily 783 766 341 dolarů.
V České republice byl film uveden do kin distribuční společností Falcon. Za první promítací víkend zhlédlo film 35 939 diváků, kteří nechali v kinech přibližně 4 miliony korun. Celkově snímek v ČR utržil přibližně 21,4 milionů korun.

### Filmová kritika
Server Kinobox.cz dal snímku Spider-Man 2 hodnocení 83 %, založené na 14 českých a slovenských recenzích. Server Rotten Tomatoes udělil filmu známku 8,3/10 (na základě 263 recenzí, z nichž 246 bylo spokojených, tj. 94 %). Od serveru Metacritic dostal film 83 bodů ze 100 (na základě 41 recenzí).

### Ocenění
Film Spider-Man 2 získal Oscara za vizuální efekty a byl nominován na Oscara v kategoriích Nejlepší zvuk a Nejlepší střih zvuku.